# Міжнародна федерація середньовічного бою
Міжнародна федерація середньовічного бою — міжнародна організація виду спорту, в якому спортсмени використовують історично точні середньовічні та ранньосучасні обладунки та затуплену зброю, щоб брати участь у змагальних боях відповідно до автентичних історичних правил турніру.
Заснована в 2013 році, організація збирає сотні бійців з 26 країн на різноманітних бійцівських змаганнях по всьому світу. Більшість заходів відкриті для публіки, а великі змагання регулярно бачать десятки тисяч глядачів.
Ліга проводить десятки менших заходів протягом року, а також чемпіонат світу, у якому національні команди, відібрані з місцевих або регіональних клубів відповідних країн, збираються в історичному місці, щоб змагатися. Ці події мають характер середньовічного турніру з історичними обладунками та артефактами, а також ринковими кіосками, де продаються страви, товари та сувеніри на історичну тематику. Команди, які змагаються, розміщуються у відтворених середньовічних таборах і повинні носити автентичний одяг.
На відміну від середньовічних змагань, боротьба відбувається виключно в пішому режимі, із дотриманням суворих правил, щоб забезпечити безпеку учасників і чесність змагань. Боротьба може відбуватися між окремими особами або командами до 16 бійців з кожної сторони.

## Історія
Федерація була заснована в 2013 році у відповідь на суперечку між національними командами та організаторами змагань «Битва націй», заснованих за три роки до цього. Засновниками Федерації стали команди Польщі, Великої Британії та Канади. Станом на 2024 рік до складу Федерації входять 26 країн. Є повноцінні члени та кандидати.
Десятки національних команд відвідали перші змагання чемпіонату світу IMCF у замку 15 століття Бельмонте в Іспанії. Наступний чемпіонат світу відбувся у 2015 році в польському замку Мальборк. Чемпіонат світу IMCF 2016 року проходив у Португалії. У 2017 році турнір проходив у місті Споттруп, Данія. 2018-го — в Шотландії.
У 2019 році чемпіонат проходив у Парку «Київська Русь», що в с. Копачів на Київщині.
Змагання 2020 і 2021 років були пропущені через епідемію covid-19. А 2022 року Фінляндія відмінила заплановані змагання на знак солідарності з Україною.
У 2023 року відновлення чемпіонатів світу знову відбулося в замку Бельмонте.
У Чемпіонаті 2024 року, що відбувся 2-5 травня у Долині тиші Національного парку Ла Маркеза в Мексиці взяли участь представники 16 країн. Українська збірна на 80 % складалася з чинних військовослужбовців, які використали свої відпустки, щоб взяти участь у змаганнях.
Чемпіонат світу 2025 року планується провести в США, а 2026-го — в Данії.

## Правила та цілі
Правила змагань ґрунтуються на оригінальних середньовічних текстах, що описують спортивні (тобто несмертоносні) турнірні бої, як Турнірна книга короля Рене 1460 року. Якщо початкова інформація недоступна або представляє занадто великий ризик для тих, хто бореться, нові правила можуть бути розроблені міжнародною командою арбітрів або маршалів, за які голосують бійці. Як у молодого виду спорту, правила боротьби регулярно оновлюються у відповідь на спостереження під час змагань, і можуть дещо змінюватися з року в рік.

## Броня
Усі бійці повинні носити історичні сталеві обладунки, які захищають тулуб, кінцівки, голову, шию та руки, а під ними — шар із м'якою підкладкою, відомий як гамбезон. Шоломи повинні бути аналогічні решті обладунків, закривати обличчя і повинні закриватися ремінцем, щоб запобігти зняттю під час бою. Усі обладунки повинні мати стиль, який можна асоціювати з історичним періодом та місцем, жодна частина не може бути старішою, ніж 50 років. Бійці можуть носити додатковий третій шар захисного спорядження під своїм гамбезоном, за умови, що воно невидиме та не замінює будь-які обладунки над ним, такі як захисна чашка або капа.

## Зброя
Уся зброя є репродукціями на основі історичних оригіналів. Ці оригінали можна знайти в музеях або на малюнках, що відносяться до того періоду. Уся зброя має бути тупою та відповідати встановленій категорії ваги та розміру, залежно від виду. Металеві булави, сокири, мечі (включаючи фальшіони) і держакова зброя дозволені в групових боях, тоді як бойові молоти та зброя з насадками на молот не можуть використовуватися в міжнародних змаганнях.

## Щити
Щити зазвичай використовуються як зброя так само, як мечі та інша подібна середньовічна зброя, при цьому бійці обирають, чи поєднувати удари основною зброєю разом із ударами щитом. Згодом щити регламентуються як зброя. Незважаючи на історичний дизайн, щити також повинні відповідати вимогам мінімальної ваги та не мати вузьких, гострих або металевих країв.

## Командні перемоги на чемпіонаті світу IMCF

### Результати чемпіонатів світу IMCF 2014—2016рр.
| 2014 — Кастільо Де Белмонте, Іспанія | Полерамс Ч | Держакова зброя Ж | Довгі мечі Ч | Довгі мечі Ж | Меч і щит Ч | Меч і щит Ж | 5 на 5    | 3 на 3 Ж                                                                      | 10 на 10 | 16 на 16 |
| ------------------------------------ | ---------- | ----------------- | ------------ | ------------ | ----------- | ----------- | --------- | ----------------------------------------------------------------------------- | -------- | -------- |
| Золото                               |            |                   | Польща       | Франція      | Польща      | Франція     | США       | США                                                                           |          | Польща   |
| Срібло                               |            |                   |              | Росія        |             | Австрія     | Польща    | Міжнародні: Японія, Португалія, Франція, Польща, Бельгія, Люксембург, Іспанія |          | США      |
| Бронза                               |            |                   |              | США          |             | Росія       | Німеччина |                                                                               |          | Данія    |

| 2015 — Замок Мальборк, Польща | Полерамс Ч | Держакова зброя Ж | Довгі мечі Ч | Довгі мечі Ж | Меч і щит Ч | Меч і щит Ж | 5 на 5 | 3 на 3 Ж | 10 на 10 | 16 на 16 |
| ----------------------------- | ---------- | ----------------- | ------------ | ------------ | ----------- | ----------- | ------ | -------- | -------- | -------- |
| Золото                        | Франція    |                   | Польща       | Квебек       | Польща      |             | Польща | Польща   | Польща   | Польща   |
| Срібло                        | Іспанія    | Польща            | Франція      | Польща       | Англія      |             | Англія | Англія   | Англія   | США      |
| Бронза                        | Польща     |                   | Литва        | Японія       |             |             | США    |          |          |          |

| 2016 — Montemor-O-Velho, Португалія | Полерамс Ч | Держакова зброя Ж | Довгі мечі Ч | Довгі мечі Ж | Меч і щит Ч | Меч і щит Ж | 5 на 5 | 3 на 3 Ж | 10 на 10 | 16 на 16 |
| ----------------------------------- | ---------- | ----------------- | ------------ | ------------ | ----------- | ----------- | ------ | -------- | -------- | -------- |
| Золото                              |            |                   |              |              |             |             |        |          |          |          |
| Срібло                              |            |                   |              |              |             |             |        |          |          |          |
| Бронза                              |            |                   |              |              |             |             |        |          |          |          |

### Результати чемпіонатів світу IMCF 2017—2019рр.
| 2017 — Спеттруп, Данія | Полерамс Ч | Держакова зброя Ж | Довгі мечі Ч  | Довгі мечі Ж | Меч і щит Ч | Меч і щит Ж   | 5 на 5  | 3 на 3 Ж  | 10 на 10 | 16 на 16 |
| ---------------------- | ---------- | ----------------- | ------------- | ------------ | ----------- | ------------- | ------- | --------- | -------- | -------- |
| Золото                 | Україна    | Квебек            | Польща        | Ірландія     | Польща      | Німеччина     | Україна | Квебек    | Україна  | Україна  |
| Срібло                 | США        | Україна           | Нова Зеландія | Німеччина    | Україна     | Нова Зеландія | Польща  | Україна   | Польща   | США      |
| Бронза                 | Іспанія    | США               | Ірландія      | Україна      | Німеччина   | Квебек        | Франція | Фінляндія | Франція  | Польща   |

| 2018 — Scone Palace, Велика Британія | Полерамс Ч | Держакова зброя Ж | Довгі мечі Ч | Довгі мечі Ж | Меч і щит Ч | Меч і щит Ж | 5 на 5  | 3 на 3 Ж  | 10 на 10  | 16 на 16 |
| ------------------------------------ | ---------- | ----------------- | ------------ | ------------ | ----------- | ----------- | ------- | --------- | --------- | -------- |
| Золото                               | США        | Квебек            | Литва        | Франція      | Україна     | Квебек      | Україна | Квебек    | Франція   | США      |
| Срібло                               | Квебек     | Польща            | Франція      | Швеція       | Польща      | Україна     | Франція | Україна   | Німеччина | Франція  |
| Бронза                               | Франція    | Данія             | Польща       | Квебек       | Франція     | Польща      | США     | Фінляндія | Австралія | Англія   |

| 2019 — Парк Київська Русь, Україна | ! Полерамс Ч | Держакова зброя Ж | Довгі мечі Ч | Довгі мечі Ж | Меч і щит Ч | Меч і щит Ж | 5 на 5    | 3 на 3 Ж  | 10 на 10 | 16 на 16 |
| ---------------------------------- | ------------ | ----------------- | ------------ | ------------ | ----------- | ----------- | --------- | --------- | -------- | -------- |
| Золото                             | Франція      | Ірландія          | Польща       | Ірландія     | Польща      | Молдова     | Україна   | Фінляндія | Україна  | Україна  |
| Срібло                             | Англія       | Квебек            | Австрія      | Швеція       | Україна     | Україна     | Польща    | Україна   | Польща   | Польща   |
| Бронза                             | Люксембург   | Молдова           | Іспанія      | Франція      | Австрія     | Англія      | Фінляндія | Англія    | Австрія  | Данія    |

## Навчання та підготовка
Як і в усіх єдиноборствах або повноконтактних видах спорту, підготовка та тренування є важливою частиною підготовки команди до змагань. Незважаючи на важливість фізичної підготовки для спорту, із середньовіччя не збереглося єдиного тренувального режиму, адаптованого до фізичних вимог бою в обладунках, і спортсмени часто поєднують час від часу спаринги з різноманітними прийомами фізичної підготовки.